# Epaphiopsis himalayica
Epaphiopsis himalayica is een keversoort uit de familie van de loopkevers (Carabidae). De wetenschappelijke naam van de soort is voor het eerst geldig gepubliceerd in 1983 door Ueno et Pawlowski.